# خط عرض 70° جنوب
خط عرض 70° جنوب هي إحدى دوائر العرض الجغرافية، وهي دوائر وهمية تحيط بالكرة الأرضية، وموازية لخط الاستواء، وتتميز هذه الدائرة بأن الأراضي الواقعة عليها تنتمي للمنطقة القطبية.

## حول العالم
خط عرض 70° جنوب يبدأ من خط الزوال الأولي ويتجه شرقا ويمر عبر:
| الإحداثيات                           | البلد أو الإقليم أو البحر | ملاحظات |
| ------------------------------------ | ------------------------- | --- |
| 70°0′S 0°0′E / 70.000°S 0.000°E      | القارة القطبية الجنوبية   | أرض الملكة مود, المطالب الإقليمية بالقارة القطبية الجنوبية by النرويج |
| 70°0′S 3°16′E / 70.000°S 3.267°E     | المحيط الجنوبي            | جنوبي المحيط الأطلسي |
| 70°0′S 6°22′E / 70.000°S 6.367°E     | القارة القطبية الجنوبية   | أرض الملكة مود, المطالب الإقليمية بالقارة القطبية الجنوبية by النرويج |
| 70°0′S 21°9′E / 70.000°S 21.150°E    | المحيط الجنوبي            | جنوبي المحيط الهندي |
| 70°0′S 26°32′E / 70.000°S 26.533°E   | القارة القطبية الجنوبية   | أرض الملكة مود, المطالب الإقليمية بالقارة القطبية الجنوبية by النرويج · الإقليم الأسترالي في القارة القطبية الجنوبية, المطالب الإقليمية بالقارة القطبية الجنوبية by أستراليا · أرض أديلي, المطالب الإقليمية بالقارة القطبية الجنوبية by فرنسا · الإقليم الأسترالي في القارة القطبية الجنوبية, المطالب الإقليمية بالقارة القطبية الجنوبية by أستراليا · منطقة روس, المطالب الإقليمية بالقارة القطبية الجنوبية by نيوزيلندا |
| 70°0′S 160°34′E / 70.000°S 160.567°E | المحيط الجنوبي            | جنوبي المحيط الهادئ |
| 70°0′S 74°39′W / 70.000°S 74.650°W   | القارة القطبية الجنوبية   | جزيرة ألكسندر و شبه الجزيرة القطبية الجنوبية - المطالب الإقليمية بالقارة القطبية الجنوبية by الأرجنتين, تشيلي و المملكة المتحدة (overlapping claims) |
| 70°0′S 60°33′W / 70.000°S 60.550°W   | المحيط الجنوبي            | بحر ودل, جنوبي المحيط الأطلسي |
| 70°0′S 1°57′W / 70.000°S 1.950°W     | القارة القطبية الجنوبية   | أرض الملكة مود, المطالب الإقليمية بالقارة القطبية الجنوبية by النرويج |